# SS City of New York
Le City of New York, 3e du nom, est un paquebot transatlantique britannique de l'Inman Line mis en service en 1888, le plus gros paquebot du monde à sa construction (de 1888 à 1893). Détenteur du record de vitesse transatlantique ouest-est, il est vendu à l'American Line en 1892 et prend le nom de New York avant d'être démoli en 1923. Il a également servi dans l'US Navy durant la guerre hispano-américaine (1898) et la Première Guerre mondiale. Il est également connu pour avoir failli entrer en collision avec le Titanic le 10 avril 1912.

## Histoire

### Le fleuron de l'Inman Line
C'est en 1886, lors du rachat de l'Inman Line par l'International Navigation Company (INC) qu'est décidée la construction du City of New York III. Clement Griscom, le nouveau propriétaire américain, a l'ambition de concurrencer les deux plus grandes compagnies maritimes sur la ligne transatlantique, la Cunard Line et la White Star Line qui dominent alors la route de Liverpool à New York.
Il lui faut un successeur au prestigieux City of Rome, le plus gros navire de l'époque, qui a été un échec commercial pour l'Inman Line.
Les chantiers navals écossais, alors en récession, sont sollicités pour construire deux navires jumeaux : le City of New York et le City of Paris II. Ils sont construits chacun pour 1,850 million de dollars. Le City of New York est inauguré en premier en 1888 après avoir été baptisé par Lady Randolph Churchill, mère de Sir Winston Churchill, le futur Premier ministre britannique. Il effectue son voyage inaugural le 1er août 1888 entre Liverpool et New York.

### La quête du Ruban bleu
Construit pour battre des records et concurrencer les jumeaux de la White Star Line, le Teutonic et le Majestic, bien plus puissant qu'eux (avec une puissance de près de 20 000 chevaux), il ne parvient pourtant pas à décrocher le précieux Ruban bleu qui récompense la traversée la plus rapide de l'Atlantique. Son frère y parvient avant lui, un mois seulement après son lancement en 1889. Il faut attendre finalement 1892 pour que le City of New York s'empare du record de traversée ouest-est (à ne pas confondre avec le Ruban bleu) à une vitesse moyenne de 20,11 nœuds (37,24 km/h) sur une distance de 5 212 km entre Sandy Hook et Queenstown qu'il franchit en 5 jours, 19 h 57 min entre le 17 et le 27 août. Il détient ce record pendant un an (battu par le Campania de la Cunard Line en mai 1893) mais entretemps, il change de pavillon et de nom pour l'autre côté de l'Atlantique.

### Le transfert sous pavillon américain
Dès le rachat de l'Inman Line, le nouveau propriétaire américain avait souhaité immatriculer le navire sous pavillon américain mais la loi américaine n'autorisait à battre son pavillon que les navires construits aux États-Unis. C'est donc grâce à un intense travail de lobbying que l'INC obtient en 1893 une décision du Congrès des États-Unis signée de la main du président Benjamin Harrison pour transférer le City of New York, rebaptisé New York, sous pavillon américain. Griscom a convaincu le Congrès en promettant de construire deux paquebots dans des chantiers navals américains (ce seront le Saint Louis et le Saint Paul). Il change ainsi de port d'attache (il en porte désormais le nom) et la compagnie change aussi dans le même temps le port de destination de ses navires en Angleterre, choisissant Southampton à la place de Liverpool, et cessant ainsi la concurrence directe avec ses rivales.
En 1909, il est sur les lieux de la collision du RMS Republic et du Florida et escorte le Florida rescapé jusqu'à New York.

### USSHarvarddurant la guerre hispano-américaine
En 1898, il est réquisitionné par l'US Navy lors de la guerre hispano-américaine qui oppose les États-Unis à l'Espagne, notamment à propos de Cuba.
Il devient ainsi l’USS Harvard, équipé de 8 canons de 130 mm et accueille 407 officiers et soldats, commandé par le capitaine C.S. Cotton. Il appareille de New York le 30 avril 1898 pour croiser dans la mer des Caraïbes afin d'y traquer la flotte espagnole. Il reste bloqué une semaine (du 11 au 17 mai) à Saint-Pierre de la Martinique par une flotte espagnole puis fait route pour Santiago de Cuba puis Haïti avant de retourner à Newport News (Virginie) pour y embarquer des renforts.
Il arrive à nouveau à Cuba, à Altares, le 1er juillet 1898 et y recueille le 3 plus de 600 rescapés de la flotte espagnole vaincue à la bataille de Santiago de Cuba par la flotte américaine commandée par l'amiral William T. Sampson,.
Le 4 juillet, des prisonniers de guerre espagnols sont gardés à bord lorsqu'une fusillade éclate après qu'un prisonnier eut été abattu. Cet épisode est connu sous le nom de « Harvard incident ». Il effectue ensuite un dernier voyage pour rapatrier les troupes américaines à New York et est démobilisé le 2 septembre,.
À l'issue de la guerre, l'Espagne perd Cuba et les Philippines ; cette victoire consacre les États-Unis comme une grande puissance militaire et navale. Les États-Unis y gagnent la possession des Philippines, de certaines îles de Caraïbes jusqu'alors espagnoles et étendent leur influence sur Cuba, nouvellement indépendant. Pour l'Espagne, cette guerre est connue sous le nom de « Désastre de 1898 ». Elle met fin à la grandeur coloniale de l'empire espagnol et consacre le déclin de l'Espagne comme puissance politique et militaire.

### L'incident avec leTitanic
Le 10 avril 1912, le port de Southampton assiste au départ du Titanic pour son premier et dernier voyage. Le New York est à quai derrière l’Océanic, navire de la White Star Line, lorsque ses aussières sont arrachées par le mouvement des puissantes machines du Titanic. Les deux navires évitent de justesse la collision. Le capitaine du Titanic, Edward Smith, fait inverser les machines et parvient à contourner le New York pendant que celui-ci est tiré par un bateau d'escorte.
Finalement, aucun navire n'est endommagé et le Titanic peut partir pour son funeste voyage.

### USSPlattsburgdurant la Première Guerre mondiale

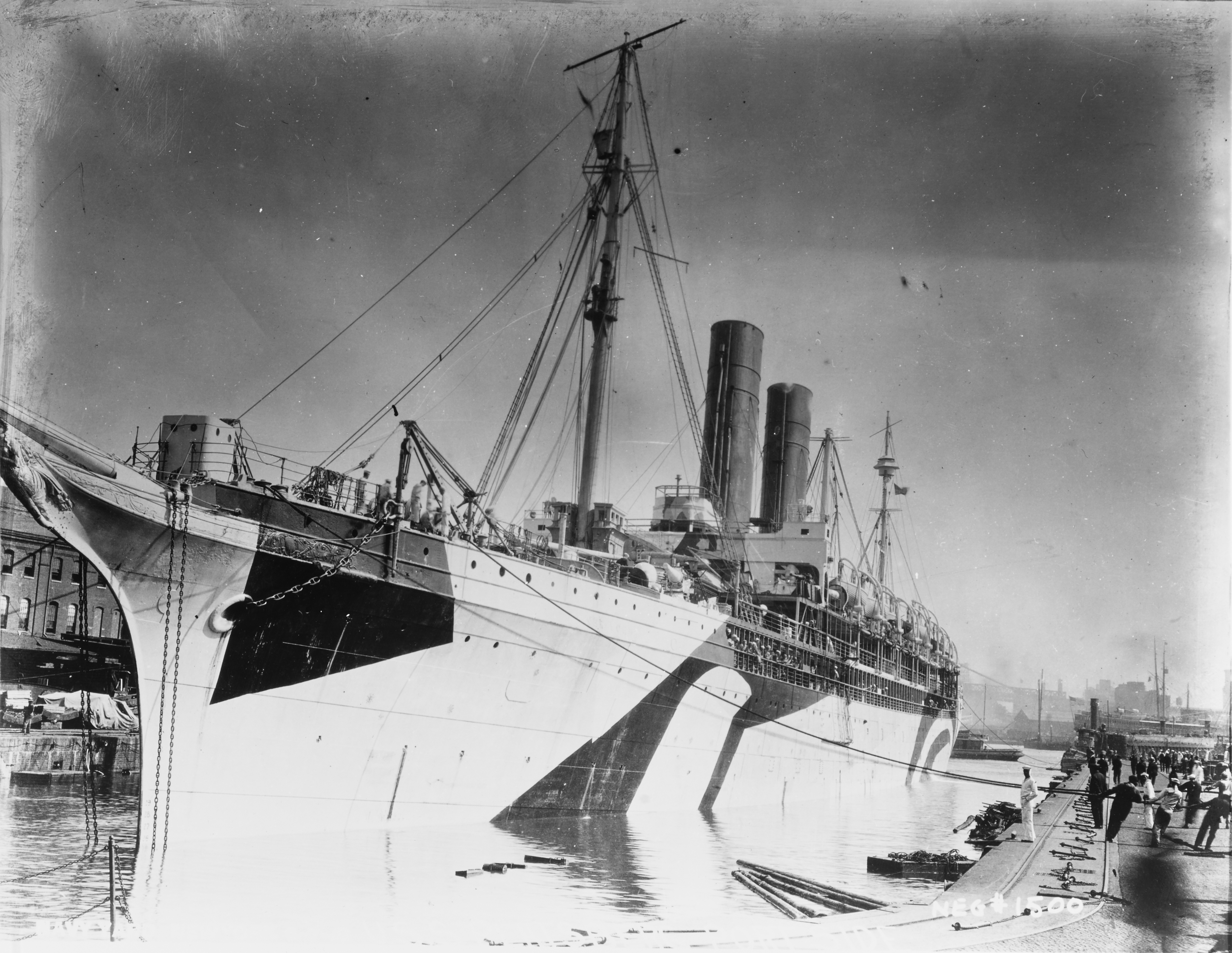
L’USS Plattsburg, transport de troupes durant la Première Guerre mondiale

Durant la Première Guerre mondiale, le gouvernement américain entre en guerre en 1917 aux côtés de ses alliés britanniques et français. De nombreux navires sont réquisitionnés comme transport de troupes afin d'acheminer le corps expéditionnaire américain en Europe. Le New York sert donc dans l'US Navy comme USS Plattsburg à partir du 24 mai 1918, commandé par Claude C. Bloch. Il effectue 4 voyages entre New York et Liverpool pour acheminer les boys en Europe puis 6 voyages après la fin du conflit pour rapatrier plus de 24 000 vétérans. Il est démobilisé le 6 octobre 1919.

### Fin de carrière
Après avoir été réintégré comme navire civil sur sa ligne transatlantique en 1919, le navire est vendu en 1921 à la Polish American Line, une compagnie spécialisée dans le transport d'immigrants polonais aux États-Unis, alors même que le jeune État polonais vient d'être créé grâce à l'aide des États-Unis lors du Traité de Versailles en 1919. Mais les nouvelles restrictions de la politique migratoire américaine conduisent rapidement la compagnie à la faillite. Le navire est ainsi saisi par les créditeurs après seulement un voyage aller-retour : New York—Anvers—Dantzig—Southampton—Cherbourg—Brest—New York.
Il passe ensuite de main en main, d'abord à l'Irish American Line puis l'United Transatlantic Line et enfin l'American Black Sea Line avec laquelle il effectue, le 10 juin 1922 son dernier voyage de New York à Naples et Istanbul. Il est démoli en 1923 à Gênes.

## Caractéristiques

### Des innovations à la hauteur de son ambition
Il est le plus gros navire de son temps à sa construction (avec 17 270 tonnes), succédant ainsi au City of Rome, son prestigieux prédécesseur de la même compagnie. Il le reste jusqu'en 1893, battu par le Campania, de la Cunard Line. En effet, c'est le second navire (après le Great Eastern) à dépasser les 10 000 tonnes.
Pour ses deux paquebots, l'Inman Line a tiré les leçons du City of Rome, splendide paquebot mais qui avait été un échec commercial, vendu après seulement 6 traversées. Le design en est inspiré et les lignes rappellent celles des clippers et il est doté de 3 cheminées et de 3 mâts. Sa proue est ornée d'une sculpture de figure féminine du sculpteur James Allan.
Pour résoudre le problème de vibration, il adopte un ratio longueur / largeur de 8,3 contre 1 au lieu des 10 contre 1 habituellement utilisés. Pour plus de sûreté, il est aussi équipé d'une double-coque et de 15 cloisons de la quille au pont du salon.
Il est équipé de 5 ponts dont un vaste pont-promenade et organisé pour accueillir 2 000 passagers (équipage inclus) dont 540 de 1re classe, 200 de 2e classe et 1 000 de 3e classe.
C'est aussi le premier paquebot construit avec un système à double propulsion, innovation qui doit lui permettre d'être le plus rapide. Les 2 hélices à triple expansion, placées dans des compartiments séparées, développent une puissance de 9 000 chevaux. Il est équipé de 9 chaudières de 74 tonnes qui fonctionnent selon un nouveau système utilisé dans la Navy : le Stakehold system. C'est la première fois qu'il est utilisé sur un paquebot.
L'ensemble de ces caractéristiques en font le paquebot alors le plus solide, le plus sûr et le plus rapide de son temps.

### Un paquebot luxueux
Conçu avec son jumeau pour être le plus luxueux paquebot du monde, le City of New York offre à ses passagers un équipement de grande classe. Ainsi, les chambres de première classe sont équipées de lumière électrique, de ventilation électrique, de l'eau courante (chaude et froide).
De plus, 14 suites privées réservées aux plus riches clients sont décorées dans le plus pur style victorien à l'avant du navire, sur 4 niveaux ; les plus luxueuses étant situées au pont supérieur et promenade.
C'est surtout la Grande Salle à manger qui fait sa renommée. Située à l'avant du navire, sur le pont supérieur, elle peut accueillir 300 convives sous un plafond haut de 6,10 m, couronné d'une vaste arche d'acier supportant un dôme de verre décoré de vitraux qui donne une grande lumière naturelle. De part et d'autre de la pièce, des compartiments permettent d'accueillir des tables privées. Sur les côtés, des ascenseurs sont reliés aux cuisines au pont inférieur. Au fond, la pièce donne sur le Grand Escalier qui mène au pont-promenade.
Ce Grand Escalier mène aussi au Grand Salon, au fumoir et à la bibliothèque des 1re classe. Au-dessus du hall d'entrée de la Salle à manger est situé le Grand Salon. Il est orné d'une splendide double verrière supportée par une arche de 19,20 m de long et de 7,6 de large. La verrière intérieure est décorée de vitraux tandis que la seconde est équipée d'un rideau de fer qui est fermé la nuit. Entre les deux, des bougies incandescentes sont allumées la nuit pour éclairer le salon d'une splendide lumière. Derrière, se trouve la bibliothèque, dont les fenêtres sont ornées de vitraux. Elle est dotée de plus de 800 ouvrages de littérature.
Enfin, au pont supérieur, en dessous des cheminées, ont été aménagés une autre salle à manger, réservée aux enfants et aux nurses, ainsi que le fumoir de 1re classe, tout à l'avant du navire. Il est décoré de panneaux de ronce de noyer et peut accueillir 130 invités prestigieux dans une vaste pièce de 13,70 mètres de long et de 7 de large, équipée d'un bar en noyer et cuir.
Les 2e classe doivent elles se contenter d'une salle à manger de 8,20 m de long et 12,20 de large pouvant accueillir 150 personnes et de plusieurs cabines au pont principal et aux ponts inférieurs. Au même niveau, à l'avant du bateau, sont logés les officiers et l'équipage. Les passagers de 3e classe, essentiellement des émigrants, sont logés aux deux extrémités avant et arrière des ponts principal et inférieurs du navire.

### Restructurations
Après un incident mécanique en 1899 qui l'oblige à des réparations, le New York est finalement restructuré pendant un an entre 1902 et 1903. Il est équipé de quatre turbines et perd une de ses cheminées, n'en arborant plus que deux, plus grosses, à la place des trois initiales.
Finalement, en 1913, âgé et démodé, il est rééquipé pour ne plus accueillir que des passagers de 2e et 3e classe. C'est la fin de sa carrière « luxueuse ».